# 高校百校新設計画
高校百校新設計画（こうこうひゃっこうしんせつけいかく）は、1970年代から80年代にかけての神奈川県で計画・実施された県立高等学校の増設事業。一般に百校計画と称される。

## 経緯
1970年代当時の神奈川県では、元より中学校卒業者に対する公立高等学校、特に普通科公立校の数が極端に少なく、同年代からの公立中学校卒業者の急増と高校進学率の上昇に対処できなかった。
そこで「15の春を泣かせるな」をスローガンに高校百校新設計画が策定され、高校への進学機会の確保を図ることになった。

## 新設された高校
★印は、校地が新校に継承された学校
- 1973年
  - 旭
  - 港南台 → 2009年 上郷高校と統合し、横浜栄高校に。
  - 藤沢工業★ → 2003年 大船工業技術高校と統合し、藤沢工科高校に。
- 1974年
  - 市ケ尾
  - 瀬谷★ → 2023年 瀬谷西高校と統合し、横浜瀬谷高校に。
  - 清水ヶ丘★ → 2004年 大岡高校と統合し、横浜清陵総合高校に。
  - 川崎北
  - 藤沢西
  - 麻溝台
- 1975年
  - 霧が丘
  - 金井
  - 野庭 → 2003年 横浜日野高校と統合し、横浜南陵高校に。
  - 百合丘
  - 鶴嶺
  - 城山★ → 2023年 相模原総合高校と統合し、相模原城山高校に。
  - 七里ガ浜
- 1976年
  - 白山
  - 舞岡
  - 富岡★ → 2004年 東金沢高校と統合し、金沢総合高校に。
  - 柿生 → 2004年 柿生西高校と統合し、麻生総合高校に。
  - 津久井浜
  - 伊志田
  - 上溝南
- 1977年
  - 新羽
  - 中沢 → 2004年 都岡高校と統合し横浜旭陵高校に。
  - 岡津★ → 2008年 和泉高校と統合し、横浜緑園総合高校に。
  - 磯子 → 2020年 氷取沢高校と統合し、横浜氷取沢高校に。
  - 生田東
  - 藤沢北 → 2004年 長後高校と統合し藤沢総合高校に。
  - 五領ヶ台 → 2009年 神田高校と統合し、平塚湘風高校に。
  - 足柄
  - 上鶴間
  - 綾瀬
  - 大和南
- 1978年
  - 田奈
  - 瀬谷西 → 2023年 瀬谷高校と統合し、横浜瀬谷高校に。
  - 柿生西★ → 2004年 柿生高校と統合し麻生総合高校に。
  - 逗葉★ → 2023年 逗子高校と統合し逗子葉山高校に。
  - 寒川
  - 二宮
  - 橋本
  - 厚木北
- 1979年
  - 荏田
  - 保土ヶ谷
  - 汲沢★ → 2003年 豊田高校と統合し、横浜桜陽高校に。
  - 東金沢 → 2004年 富岡高校と統合し、金沢総合高校に。
  - 川崎南 → 2004年 川崎高校と統合し、川崎高校に。
  - 大清水★ → 2010年 藤沢高校と統合し、藤沢清流高校に。
  - 相武台★ → 2010年 新磯高校と統合し、相模原青陵高校に。→ 2020年 弥栄高校と統合し、相模原弥栄高校に。
  - 海老名
- 1980年
  - 寛政 → 2004年 平安高校と統合し、鶴見総合高校に。
  - 都岡★ → 2004年 中沢高校と統合し、横浜旭陵高校に。
  - 豊田 → 2003年 汲沢高校と統合し、横浜桜陽高校に。
  - 和泉 → 2008年 岡津高校と統合し、横浜緑園総合高校に。
  - 大岡 → 2004年 清水ヶ丘高校と統合し、横浜清陵総合高校に。
  - 住吉
  - 大楠 → 2020年 横須賀明光高校と統合し、横須賀南高校に。
  - 茅ヶ崎西浜
  - 神田★ → 2009年 五領ヶ台高校と統合し、平塚湘風高校に。
  - 湯河原 → 2008年 小田原城東高校と統合し、小田原総合ビジネス高校に。→ 2017年 小田原東高校に。
  - 大沢★ → 2003年に改編し、相模原総合高校に。
  - 厚木南★（全日制）→2003年に改編し、厚木清南高校に。
- 1981年
  - 秦野南が丘★ → 2008年 大秦野高校と統合し、秦野総合高校に。
  - 大和東
  - 栗原★ → 2009年 ひばりが丘高校と統合し、座間総合高校に。
- 1983年
  - 平安★ → 2004年 寛政高校と統合し、鶴見総合高校に。
  - 岸根
  - 新栄
  - 上矢部
  - 上郷★ → 2009年 港南台高校と統合し、横浜栄高校に。
  - 氷取沢★ → 2020年 磯子高校と統合し、横浜氷取沢高校に。
  - 大師
  - 菅
  - 初声★ → 2004年 三崎高校と統合し、三浦臨海高校に。
  - 大船
  - 長後★ → 2004年 藤沢北高校と統合し、藤沢総合高校に。
  - 大井
  - 有馬
  - 愛川
  - 綾瀬西
  - 弥栄東★ → 2008年 弥栄西高校と統合し、弥栄高校に。→ 2020年 相模原青陵高校と統合し、相模原弥栄高校に。
  - 弥栄西★ → 2008年 弥栄東高校と統合し、弥栄高校に。→ 2020年 相模原青陵高校と統合し、相模原弥栄高校に。
- 1984年
  - 元石川
  - 釜利谷
  - 麻生
  - 久里浜★ → 2008年 岩戸高校と統合し、横須賀明光高校に → 2020年 大楠高校と統合し、横須賀南高校に。
  - 大原★ → 2009年から中等教育学校（神奈川県立平塚中等教育学校）に移行。（大原高校は2014年 廃校に）
  - 厚木西
- 1985年
  - 湘南台
  - 相模大野★ → 2009年から中等教育学校（神奈川県立相模原中等教育学校）に移行。（相模大野高校は2014年 廃校に）
- 1986年
  - 永谷
  - 岩戸 → 2008年 久里浜高校と統合し、横須賀明光高校に、跡地は県立岩戸養護学校に → 2020年 大楠高校と統合し、横須賀南高校に。
  - 深沢
  - 大和西
  - 新磯 → 2010年 相武台高校と統合し、相模原青陵高校に。
- 1987年
  - 城郷
  - 六ツ川★ → 2008年 外語短期大学付属高校と統合し、横浜国際高校に。
  - 秦野曽屋
  - ひばりが丘 → 2009年 栗原高校と統合し、座間総合高校に。
  - 相模田名

## 結果
上記の通り、100校のうち藤沢工業以外の99校は全て普通科高校として新設された。
これは、そもそもこの高校増設運動が、 普通科の増設を要求して始まったものであること、社会の高学歴化に伴い、高校卒業後の就職には有利な一方で大学進学時に将来の進路が限られてしまう職業高校より、大学進学の可能性が高い普通科の設置要望が、中学生の父兄はじめ県民から多かったためである。
しかし、ほぼすべての新設校が普通科高校になったことにより、専門学科との数の上でのバランスを著しく欠くことになり、1972年に35％強を占めていた職業高校の割合は、1988年には15％強にまで減少した。
このため、普通科高校の授業についていくだけの意欲、学力が伴っていない者までが普通科に入学することになり、当初考えられていた大学進学の可能性が高い普通科とはかけ離れ、多くの教育困難校が生まれることになった。また、新設校の多くは、将来的な養護施設などへの転用を見据えて簡素な設備しか持たず、「学校としての魅力」に欠けていると見る向きもあった。
さらに、1980年代になると、ア・テストと内申点による、いわゆる「輪切り」進路指導の徹底や、学区の縮小（1981年。後の2005年に学区撤廃）などにより、学校選択の自由がより制限されるようになったことや、百校計画によって突出した公立の進学校が存在しなくなったことも相まって、公立高校の地盤沈下が目立った。相対的に、一部私立高校が躍進することになった。
21世紀になり、神奈川県において県立高校の統廃合が進められているが、対象校の多くは百校計画によって新設されたものである。
かつての教育困難校の中には、入学試験や内申での入試をやめ、不登校や中学校での学力不振生徒を受け入れて、少人数制で基礎学力をつけるクリエイティブスクールや、全日制に定時制と通信制を組合わせ、生徒の生活スタイルにあわせた時間帯で学習ができる、単位制フレキシブルスクールなど、新たな形での教育を実践している学校もある。